# Villechétif
Villechétif é uma comuna francesa na região administrativa de Grande Leste, no departamento de Aube. Estende-se por uma área de 12,24 km². Em 2010 a comuna tinha 954 habitantes (densidade: 77,9 hab./km²).